# リャザン市電
リャザン市電（ロシア語: Рязанский трамвай）は、かつてロシア連邦のリャザンに存在した路面電車。郊外の工業地帯と市内中心部を結ぶ交通機関として1963年に開通したが、ソビエト連邦の崩壊後の利用客の減少や財政面の悪化により2010年に廃止された。

## 概要・歴史

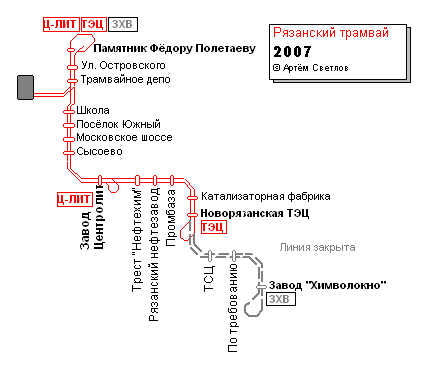
2007年時点の路線・電停
（黒の破線は廃止区間）

ロシア連邦の工業都市であるリャザン市内に路面電車を建設する計画はロシア帝国時代の1910年代から存在しており、ドイツの実業家によるプロジェクトの提案やリャザン市当局による大規模な路線網の計画が行われ、後者は建設費用や営業運転開始後の利益などの見積もりも実施されたものの、これらは全て実現する事はなかった。
その後、リャザン市内に路面電車を建設する計画が再度動き出したのはソビエト連邦（ソ連）時代の1960年、同市に大規模な製油所であるリャザン製油所が開設されたのがきっかけであった。郊外に位置する製油所へ向けて労働者を運ぶ公共交通機関が必要となったが、当時のリャザンでは未舗装の道路が多く、導入コストの高さも問題となり、当時リャザン市内で運行していたトロリーバスではなく、路面電車の建設が決定した。そのような経緯もあり、1963年1月2日に開通したリャザン市電は長らくリャザン製油所によって運営される事となった。
ソ連時代のリャザン市電は多数の利用客を抱え、製油所のみならずリャザン各地の主要な地域や工場を結ぶ交通機関として活躍した。ラッシュ時には3分間隔の高頻度運転を実施した他、多数の車両を運用するため車庫は2箇所に存在した。車両についてもボギー車の増備が行われ、ロシア連邦成立後初期にも新型電車の導入が実施された。1980年代には更なる路線網の拡大も検討されていたが実現する事はなく、開通から廃止までリャザン市電には1つの路線のみが存在した。
1990年代のソビエト連邦の崩壊以降は経済の混乱によりリャザン市内各地の企業は倒産が相次いだ他、沿線の工場も労働者の輸送手段をバスへと切り替えるようになり、リャザン市電の利用客は減少の一途を辿り市内中心部へ向かう一部区間が廃止された。また、市電の運営権についても同年代初頭にリャザン製油所から有限会社（ЗАО）のリャザン軌道（Рязанский трамвай）へ移管されたが、同事業者はリャザン市当局が関わらない企業体だった事もあり財政は更に悪化し、実際の運用コストよりも低い収入も拍車をかける事となった。
そして、財政面で困窮したリャザン軌道は2007年1月に路面電車の廃止を表明し、一時的に運行が停止する事態に至った。この時点では運営権を市に譲渡する事で合意された事で運行が再開したものの、利用客の低さや悪化した財政は改善せず、最終的に路線バスへの置き換えが決定した事で2010年4月15日をもってリャザン市内から路面電車は姿を消した。末期は市内中心部と工業地帯を結ぶ1つの路線内で2つの系統が運行され、運賃は8ルーブルであった。

廃止直前のリャザン市電（2010年撮影）
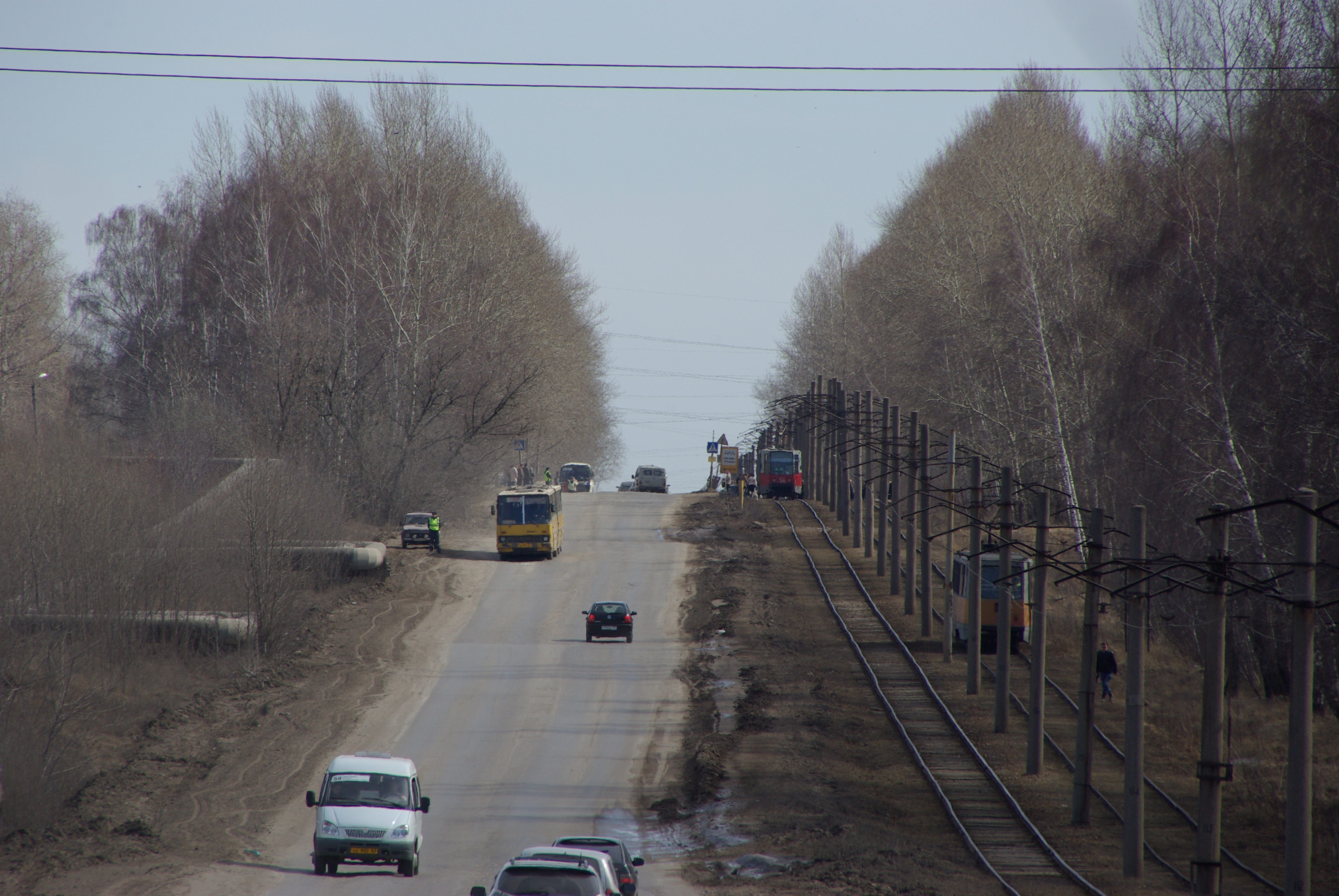
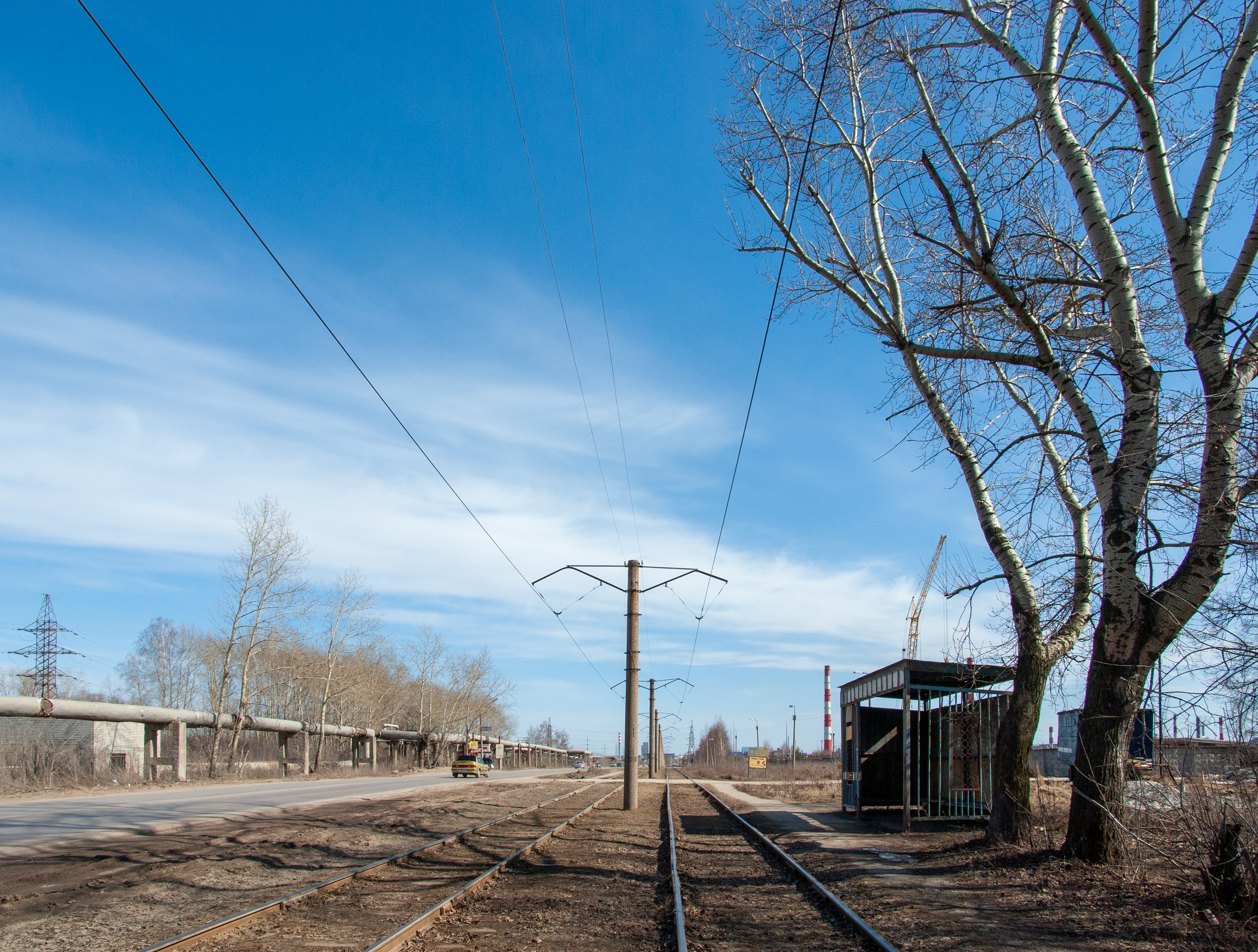
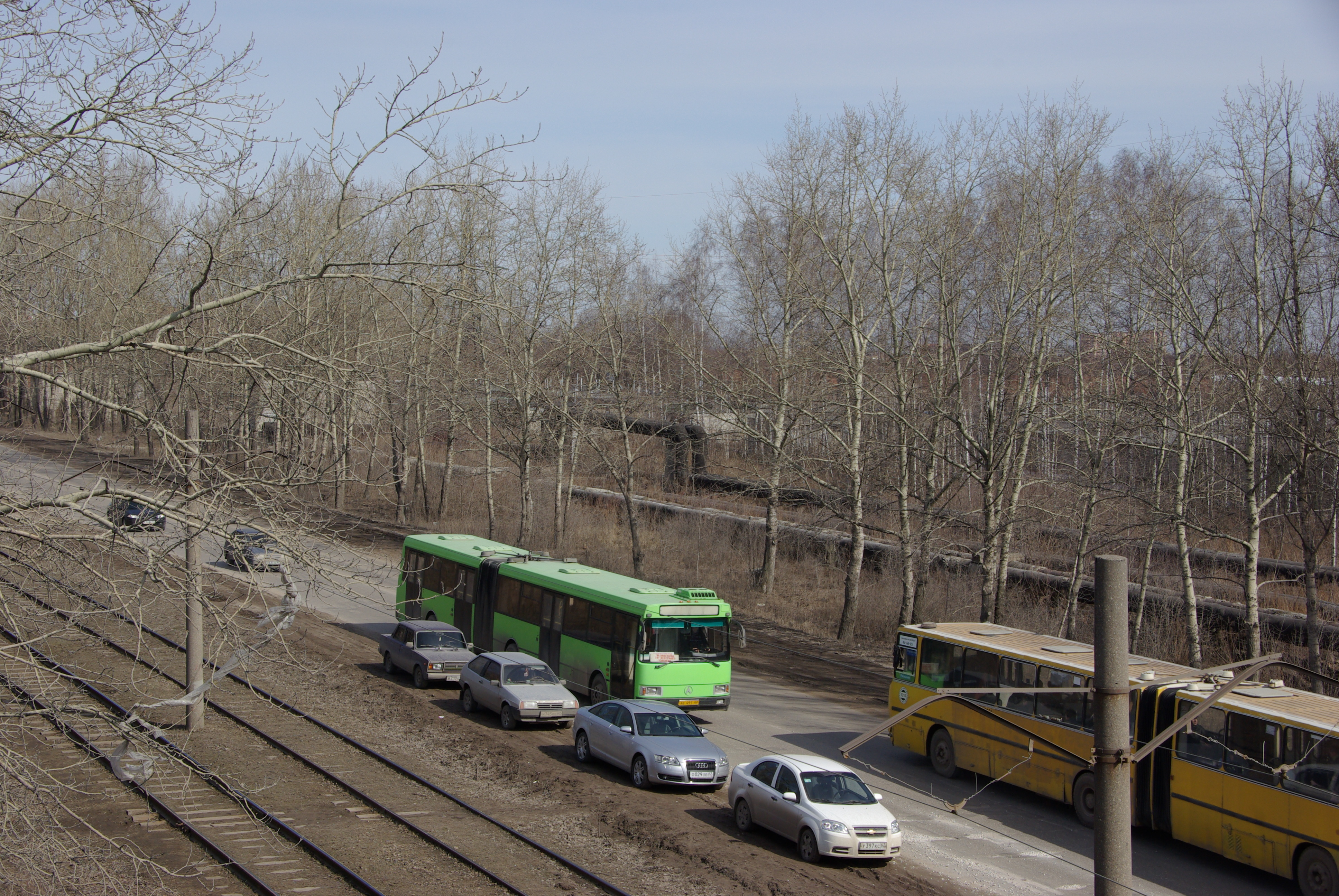
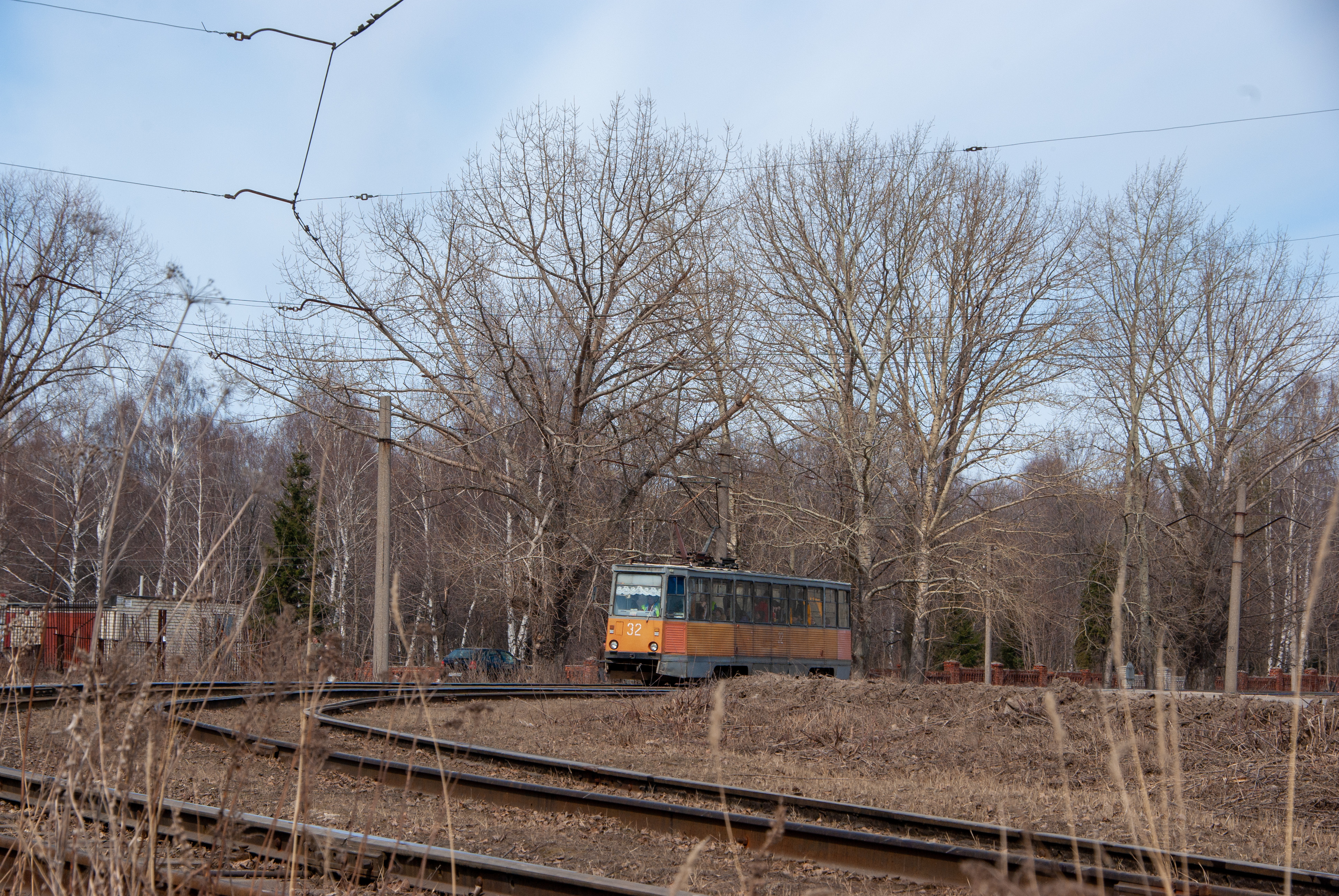
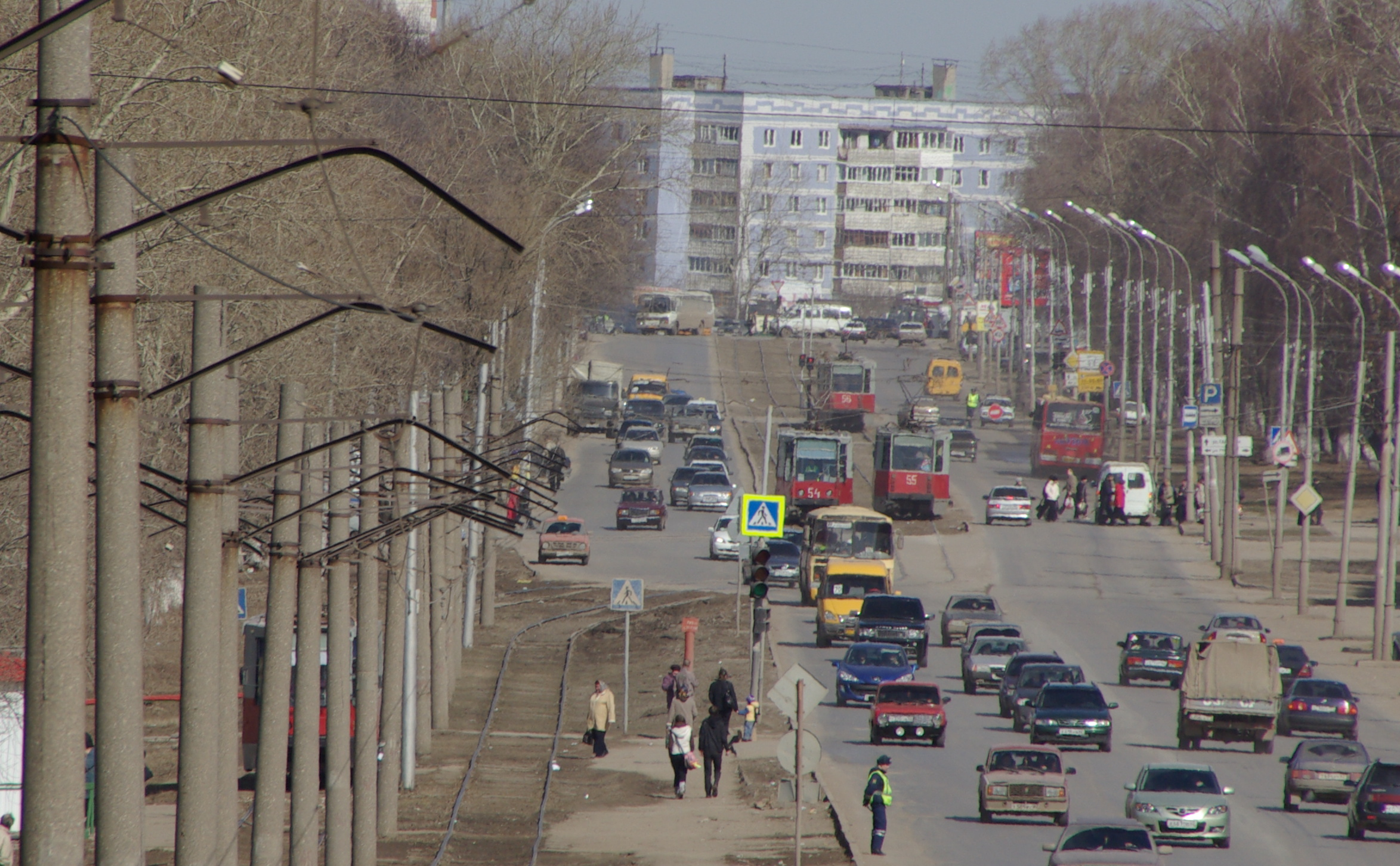
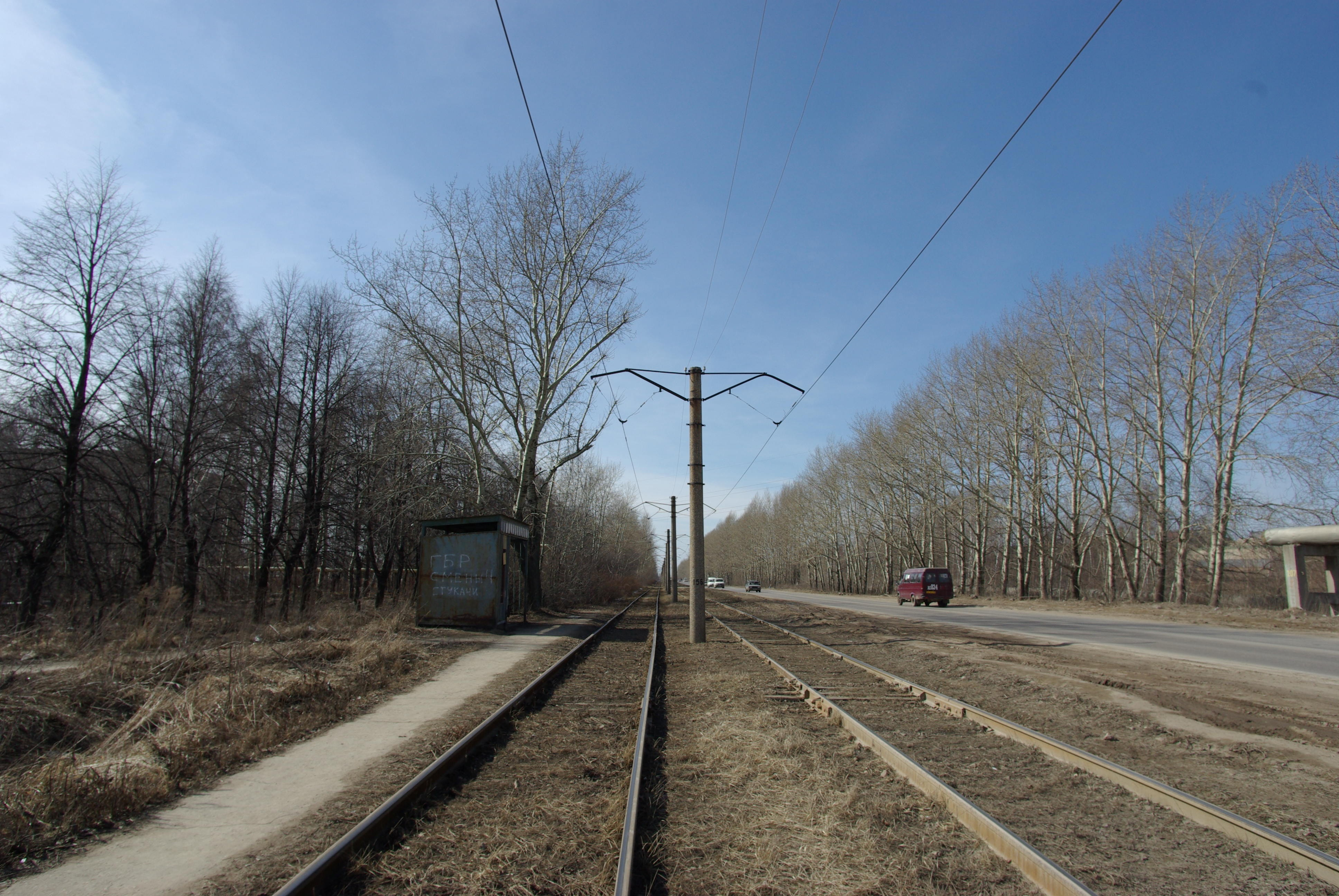

## 車両
廃止時に使用されていたのは、ソ連時代に多数が製造されたKTM-5と、1990年代初頭に生産された最後の増備車であるKTM-8であった。

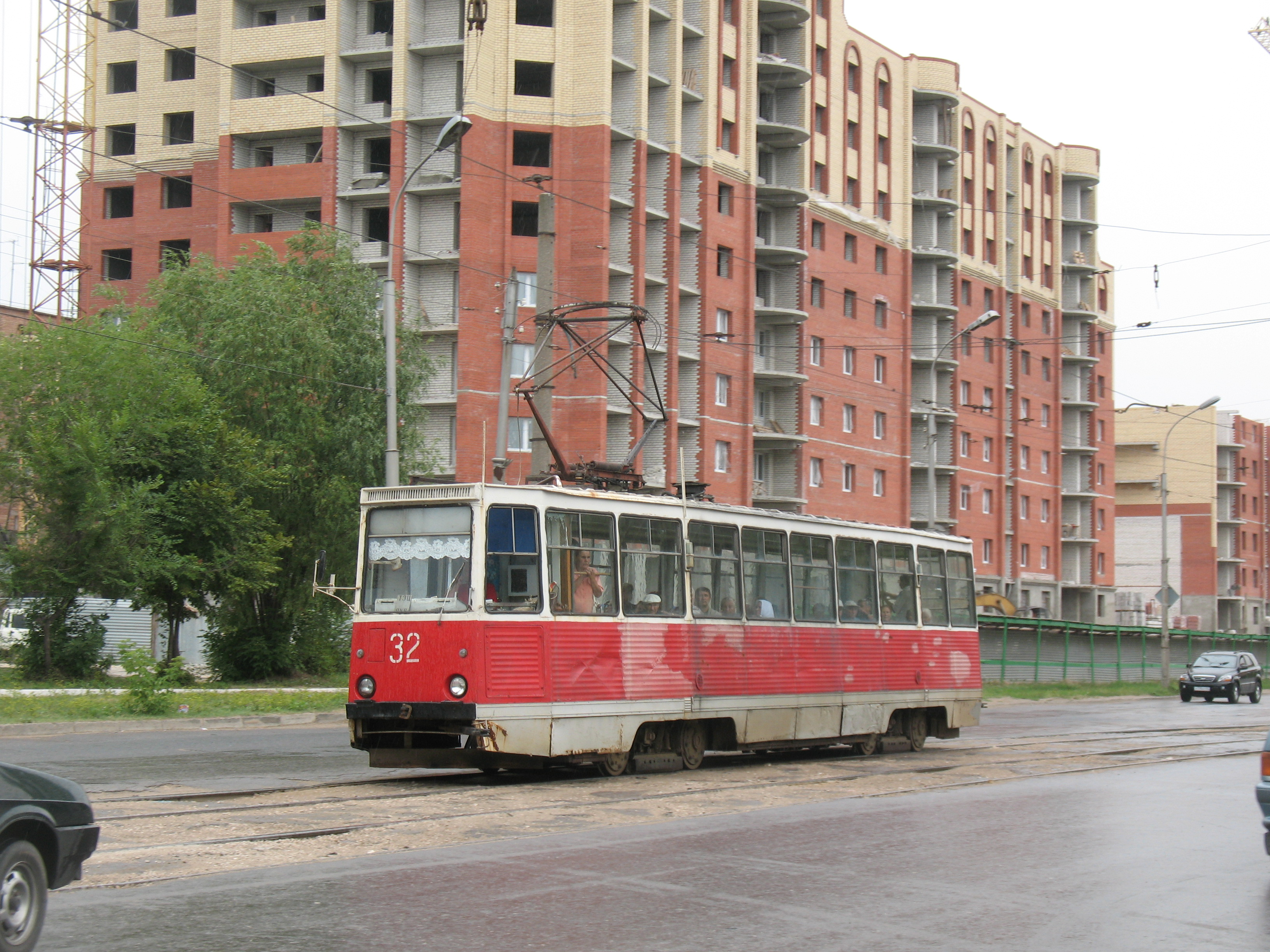
KTM-5（2007年撮影）
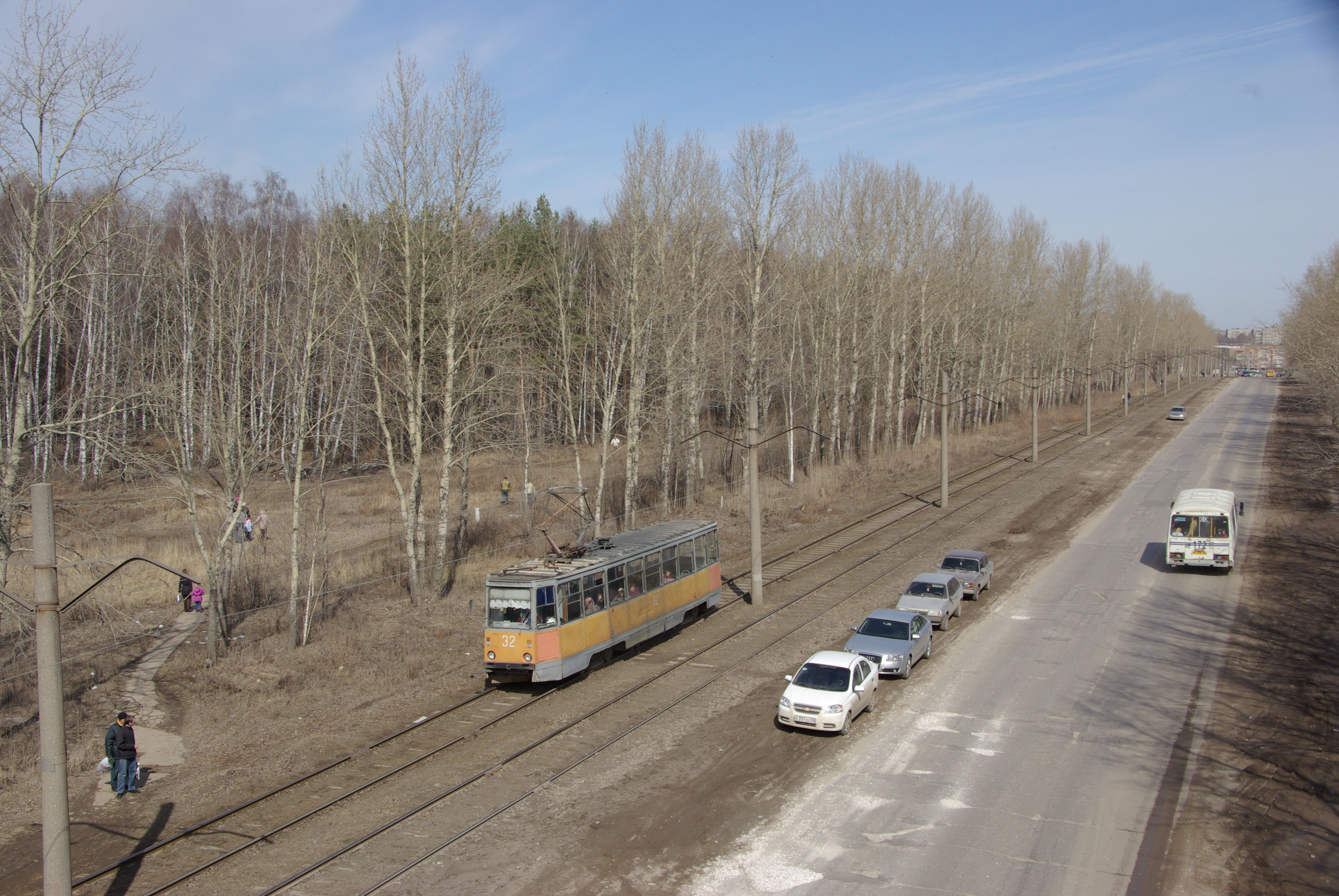
KTM-5（2010年撮影）
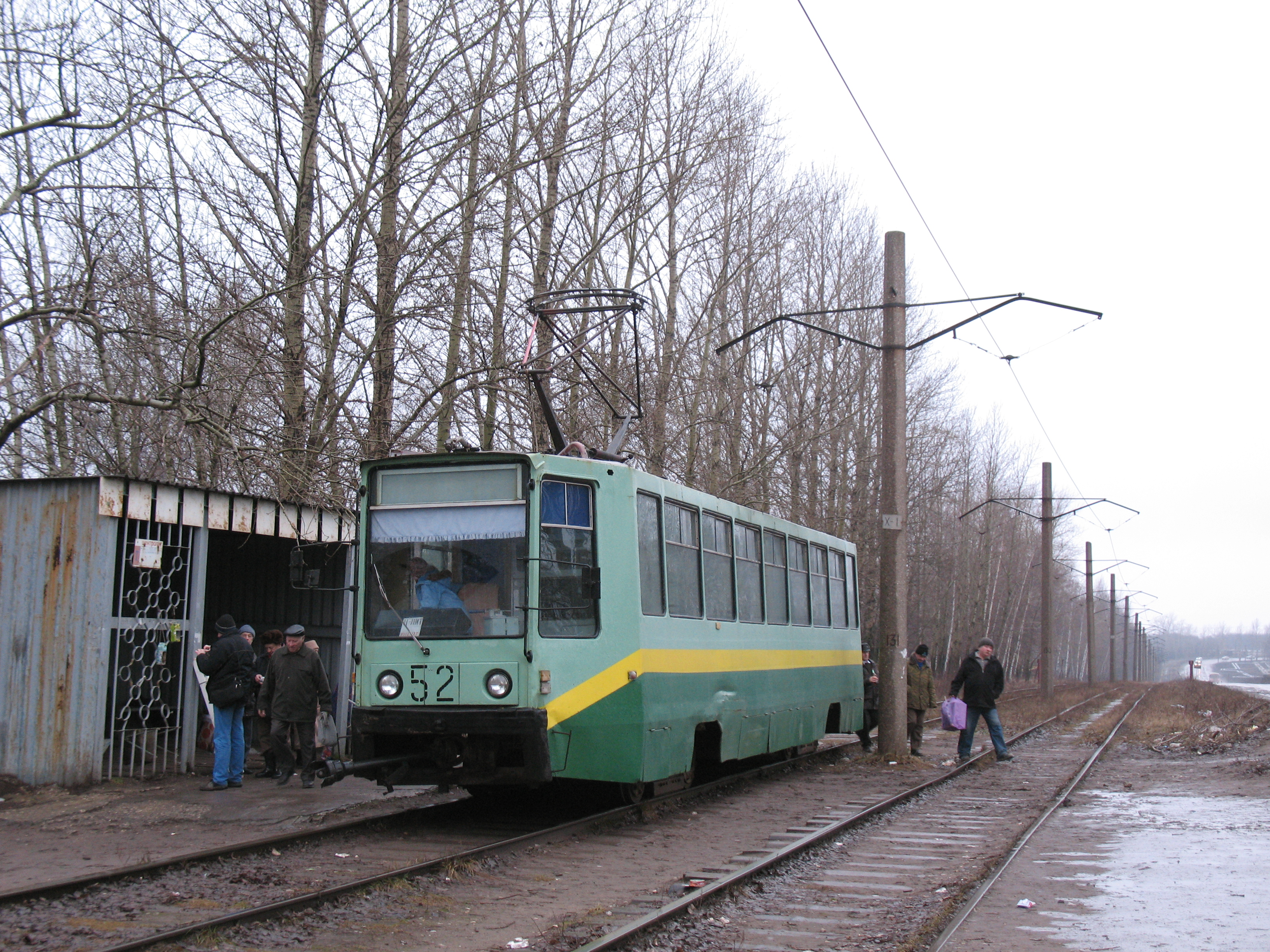
KTM-8（2007年撮影）
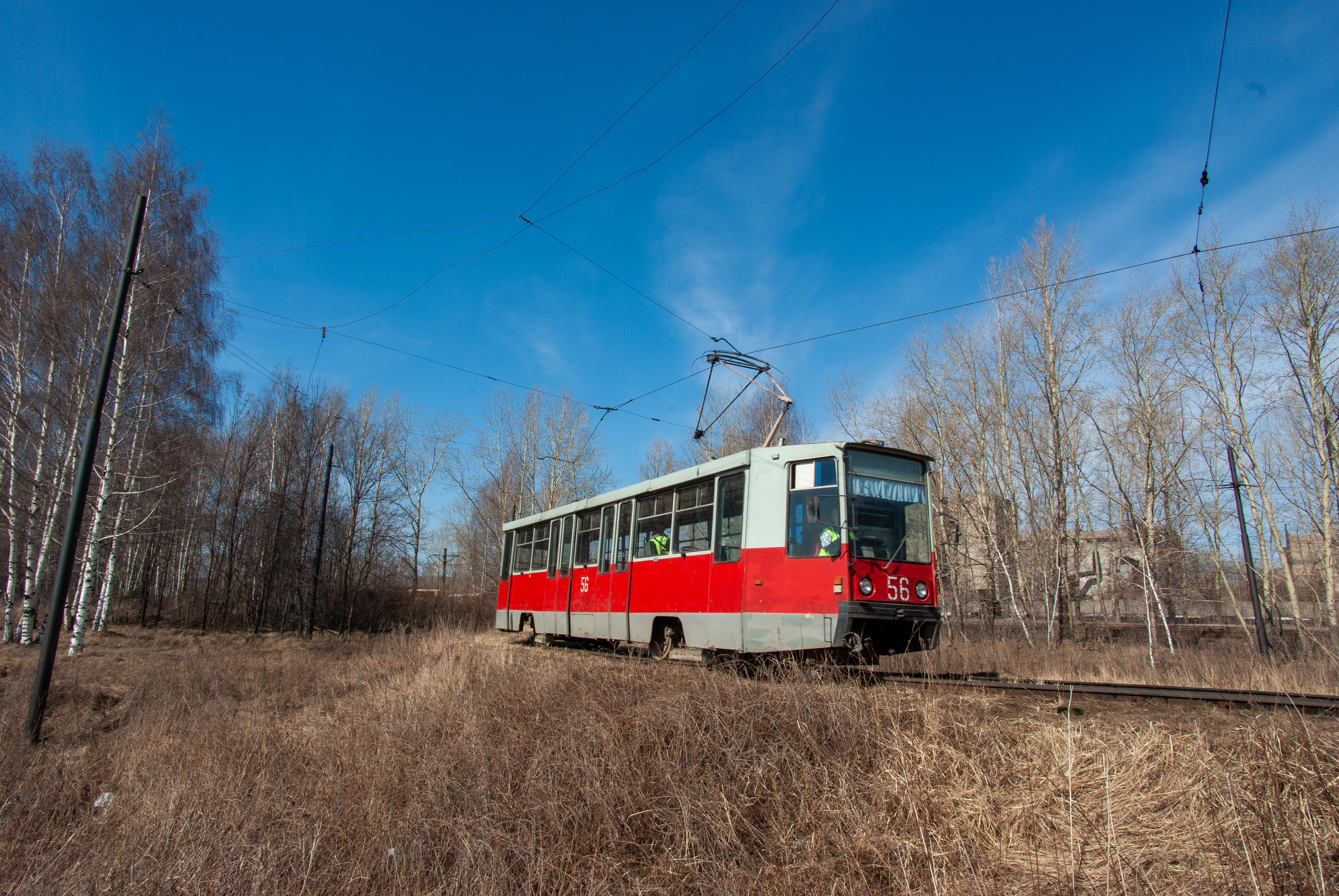
KTM-8（2010年撮影）
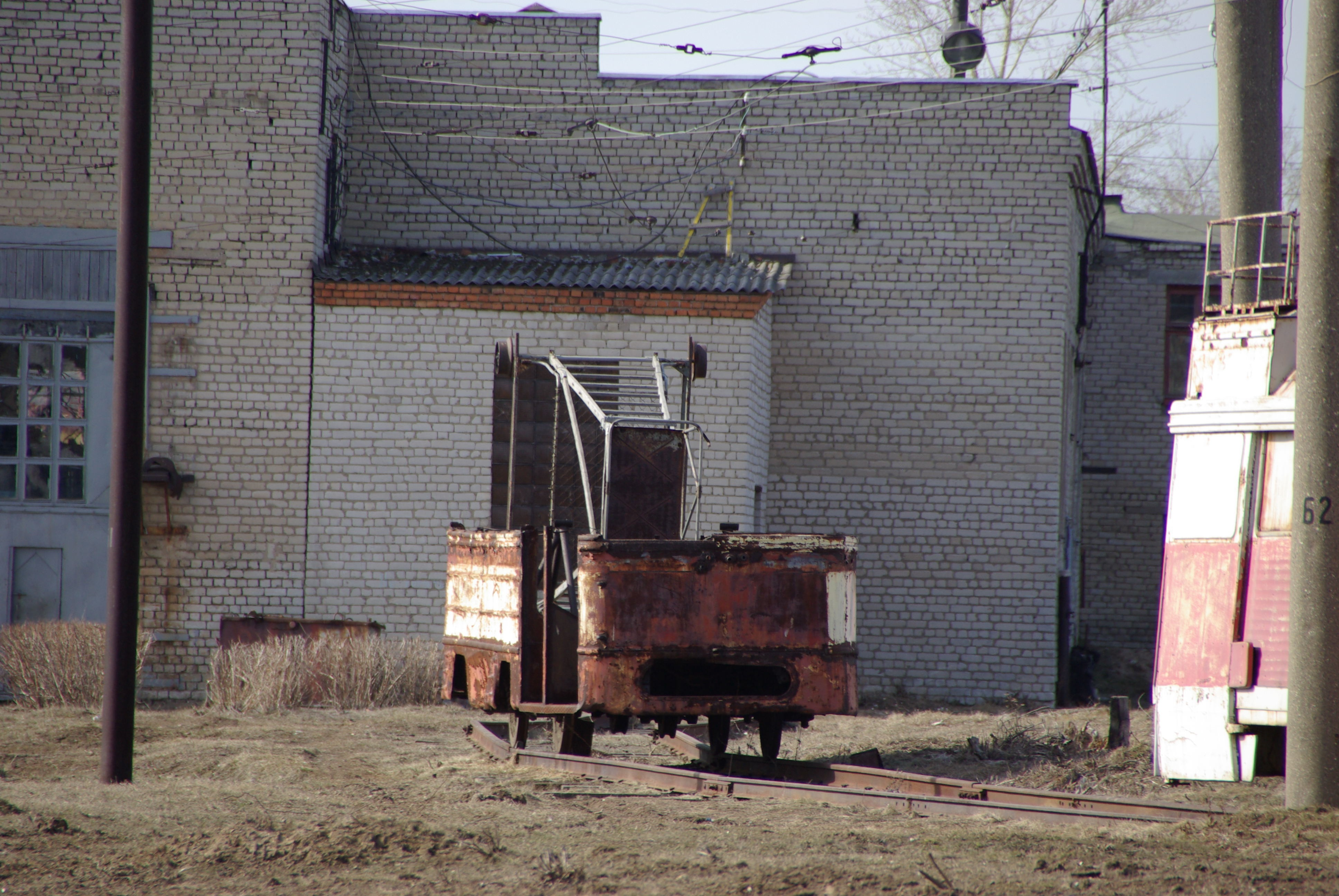
2軸車を改造した事業用車両（2010年撮影）